# Abrecaminos
Abrecaminos es el tercer álbum de estudio de la banda rock argentina El Otro Yo, contiene 15 pistas (14 de estudio y un remix del tema «Melodías Vibradoras»).
Este álbum tiene gran importancia para la agrupación, ya que Abrecaminos tuvo gran aceptación entre el público, abriendo aún más las fronteras de El Otro Yo. En este momento se suma al grupo el exbajista de "Avant Press", Ezequiel Araujo, haciéndose cargo de los teclados. La tercera canción del disco, La música, fue considerada por la revista Rolling Stone en conjunto con el canal MTV como la 44° mejor canción en su lista Los 100 hits del rock argentino, mientras que el disco figura el puesto 92 de Los 100 discos del rock argentino de la revista Rolling Stone.

## Lista de canciones
1. «Arriba»
2. «10.000.000»
3. «La música»
4. «Filadelfia»
5. «Aún»
6. «No me importa morir»
7. «La ola»
8. «Melodías vibradoras»
9. «Arruncha»
10. «Microcosmos»
11. «El destino»
12. «Mañana de otoño»
13. «Violet»
14. «Ella se fue»
15. «Melodías vibradoras» (Remix)